# Haditha
Haditha er en irakisk by i den vest-irakiske provins Al Anbar, ca 240 km nordvest for Baghdad langs floden Eufrat. De 25.700(2010) indbyggere er hovedsagelig sunni-muslimske arabere. Nær byen ligger Buhayrat al Qadisiyyah, en kunstig sø, skabt ved Iraks største vandkraftværk, Haditha dæmningen.
Byen blev kendt i 2005 for at være skuepladsen for Haditha-massakren, begået af amerikanske marineinfanterister.

## Haditha efter den amerikanske invasion
Haditha dæmningen blev sikret af amerikanske tropper i april 2003 som et led i invasionen af Irak. Den skulle sikres mod angreb, der ville have oversvømmet byer længere nede ad Eufrat og ødelagt en vigtig del af den irakiske elekricitetsforsyning, der var nødvendig, hvis landet skulle genopbygges.
Da kamphandlingerne efter invasionen var overstået, blev Haditha tilholdssted for irakiske oprørere. Med sin beliggenhed mellem Al-Qa'im og Baghdad lå byen på en rute for udenlandske kombattanter. 
Den 16. juli 2003 blev Hadithas borgmester, Nayil Jurayfi, og hans yngste søn myrdet.
I 2004 overlod de amerikanske styrker det sikkerhedsmæssige ansvar for byen til det lokale irakiske politi. Oprørere indfangede et antal betjente og henrettede dem offentligt på et fodboldstadion.
I maj 2005 iværksatte amerikanske styrker Operation New Market i Haditha for at generobre kontrollen med byen. Men de voldelige uroligheder fortsatte. 1. august 2005 blev et hold på seks snigskytter fra det amerikanske marinekorps dræbt i et baghold, og 3. august blev 14 marineinfanterister og deres tolk dræbt af en vejsidebombe.
The Guardian hævdede i en artikel i august 2005, at oprørerne havde den fulde kontrol med byen, og at et taleban-lignende styre var blevet indført i byen ligesom i Al-Qa'im, at alt vestligt var bandlyst, og at oprørerne beslaglagde de offentligt ansattes lønninger. Disse tilstande er fortsat til 2006.